# سیارک ۵۸۷۳
سیارک ۵۸۷۳ (به انگلیسی: 5873 Archilochos، نامگذاری:1989SB3) پنج هزار و هشتصد و هفتاد و سومین سیارک کشف شده‌است که در ۲۶ سپتامبر ۱۹۸۹ کشف شد.
قدر مطلق سیارک برابر ۱۵٫۰۰ است.